# NGC 3628

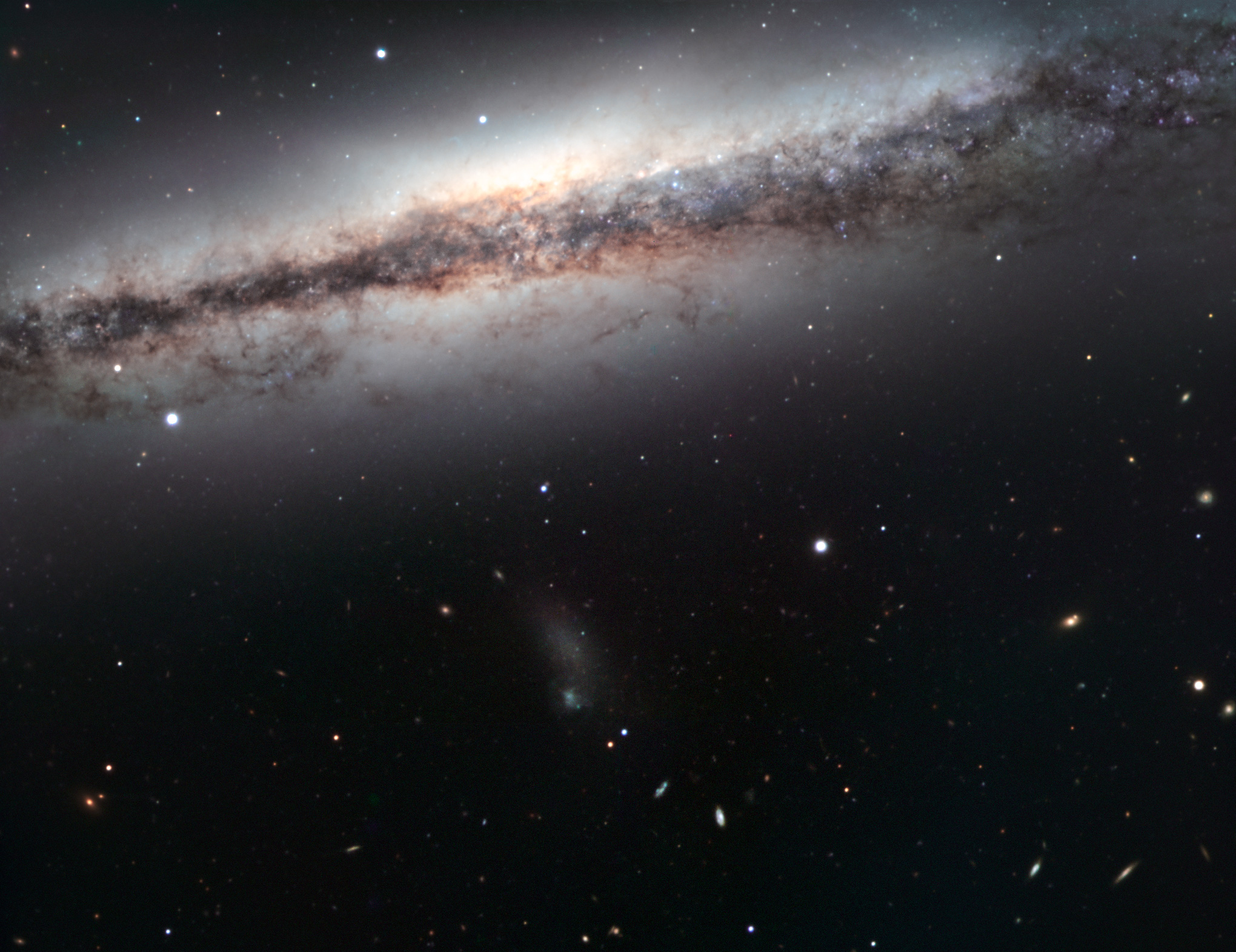
NGC 3628 par le VLT de l'ESO.

NGC 3628, aussi appelé la galaxie du Hamburger (en raison de ressemblance avec le célèbre sandwich) ou la galaxie de Sarah,,,, (origine obscure, peut-être d'après une poétesse du XIXe siècle, Sarah Williams, qui a écrit le poème intitulé The Old Astronomer,), est une vaste galaxie spirale vue par la tranche et située dans la constellation du Lion. NGC 3628 a été découverte par l'astronome germano-britannique William Herschel en 1784.

## Caractéristiques
La classe de luminosité de NGC 3628 est II et elle présente une large raie HI. Elle renferme également des régions d'hydrogène ionisé et c'est une galaxie LINER, c'est-à-dire une galaxie dont le noyau présente un spectre d'émission caractérisé par de larges raies d'atomes faiblement ionisés.

### Distance
Sa vitesse par rapport au fond diffus cosmologique est de 1 193 ± 24 km/s, ce qui correspond à une distance de Hubble de 17,60 ± 1,28 Mpc (∼57,4 millions d'al).
À ce jour, 23 mesures non basées sur le décalage vers le rouge (redshift) donnent une distance de 9,806 ± 2,299 Mpc (∼32 millions d'al), ce qui est à l'extérieur des valeurs de la distance de Hubble. Mais comme M66 est une galaxie rapprochée du Groupe local et que sa vitesse propre peut être aussi grande ou même plus grande que celle due à l'expansion de l'Univers, ces mesures sont peut-être plus fiables que celles basées sur la loi de Hubble-Lemaître.
Deux caractéristiques ressortent des mesures des distances des galaxies du groupe de NGC 3627 dont NGC 3628 fait partie, autant de celles obtenues du décalage (distance de Hubble) que des mesures indépendantes du décalage. Premièrement, les distances des deux galaxies retenues par Mahtessian (NGC 3596 et NGC 3666) sont nettement plus grandes que la moyenne des distances des quatre galaxies du groupe de Garcia, qui est de 16,2 ± 1,4 Mpc (∼52,8 millions d'al) ou de 10,2 ± 1,5 Mpc (∼33,3 millions d'al) pour les méthodes indépendantes du décalage. Deuxièmement, toutes les distances obtenues par des méthodes indépendantes sont inférieures aux distances de Hubble. Comme ces galaxies sont relativement rapprochées du Groupe local, leur vitesse propre est non négligeable par rapport à la vitesse produite par l'expansion de l'Univers. La vitesse propre de ces galaxies s'additionne à celle de l'expansion, augmentant ainsi leur décalage vers le rouge. Si au contraire, leur vitesse propre était dans la direction opposée, vers la Voie lactée, leur décalage serait diminué et la distance de Hubble serait alors inférieure à leur distance réelle.

### Morphologie
NGC 3628 a été utilisée par Gérard de Vaucouleurs comme une galaxie de type morphologique Sb sp dans son atlas des galaxies,.

### Luminosité dans l'infrarouge
La luminosité de la galaxie NGC 3628 dans l'infrarouge lointain (de 40 à 400 µm)  est égale à 1,38 × 1010 {\displaystyle L_{\odot }} (1010,14{\displaystyle L_{\odot }}) et sa luminosité totale dans l'infrarouge (de 8 à 1 000 µm) est de 1,78 × 1010 {\displaystyle L_{\odot }} (1010,25{\displaystyle L_{\odot }}).

## Trou noir supermassif
Selon un article basé sur les mesures de luminosité de la bande K de l'infrarouge proche du bulbe de NGC 3628, on obtient une valeur de 107,3 {\displaystyle M_{\odot }} (20 millions de masses solaires) pour le trou noir supermassif qui s'y trouve.

## Groupe de NGC 3627 (M66)
Selon un article de A.M. Garcia paru en 1993, NGC 3628 est un membre du groupe de NGC 3627. Selon Garcia, ce groupe comprend quatre galaxies. Les trois autres galaxies sont NGC 3593, NGC 3623 (M65) et NGC 3627 (M66). Notons que M65, M66 et NGC 3628 forment ce qui est habituellement appelé le Triplet du Lion.
Les quatre galaxies mentionnées par Garcia apparaissent aussi dans un groupe indiqué dans un article publié par Abraham Mahtessian en 1998. Toutefois, le groupe décrit par Mahtessian comprend deux autres galaxies, soit NGC 3596 et NGC 3666. On peut donc conclure que le Triplet du Lion est un sous groupe d'un groupe de galaxies comprenant six membres.

### Paire de galaxies en interaction, NGC 3627 et NGC 3628
Une étude des émissions émises depuis NGC 3628 par les molécules de monoxyde de carbone (CO) et par l'hydrogène atomique neutre dans le domaine des ondes radio réalisée avec le réseau de radiotélescopes VLA (Very Large Array) a permis d'obtenir des informations intéressantes au sujet de la rencontre passée entre NGC 3267 et NGC 3268, deux galaxies membres du Triplet du Lion. L'interaction gravitationnelle lors de cette rencontre a entrainé une série de processus dynamiques dans NGC 3628 incluant la formation d'une structure spirale dominante, une concentration très grande de matière stellaire et gazeuse dans le centre de la galaxie, la formation de deux résonances de Lindblad largement séparées ainsi que la formation d'une barre gazeuse à l'intérieur de la résonance interne. Le rapport de la masse moléculaire à la masse atomique est également élevé dans NGC 3628 en raison de cette rencontre. On a aussi détecté une dense région d'hydrogène neutre qui n'est pas en rotation et qui semble avoir été enlevée des bras spiraux. Cette dernière caractéristique est visible sur les images sous la forme d'un bras spirale très important et parcouru par des couloirs de poussière.

## Galerie

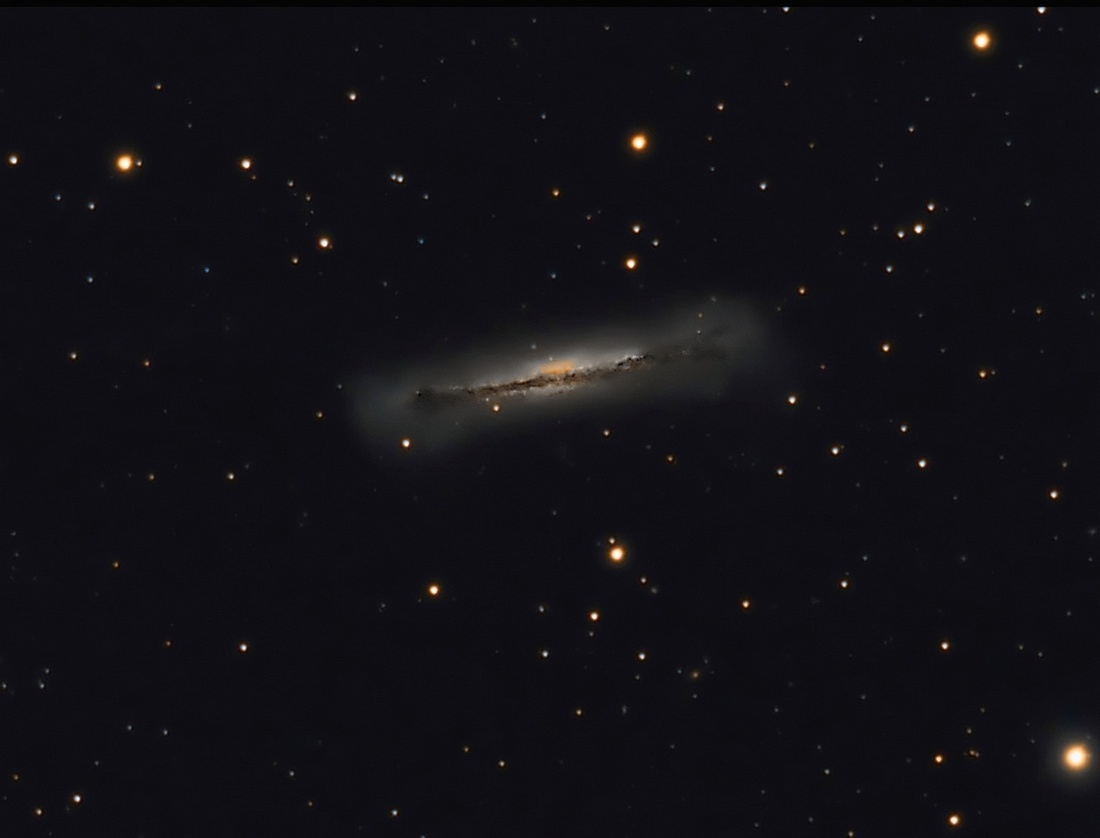
Autre image de NGC 3628 par Hunter Wilson.
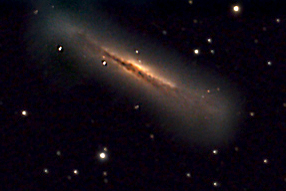
NGC 3628 par Scott Anttila.